# Cecilie Haugaard
Cecilie Nissen Haugaard (født 23. oktober 1990) er en dansk model, influencer og forfatter.
Hun har som model været på forsiden af blandt andet ALT for damerne og Eurowoman, samt lavet modeserier for flere danske og internationale brands, såsom Max Factor og Kari Traa.
Hun debuterede som forfatter i 2024 med bogen Instagrim, som blev mødt med stor kritik som bl.a. privilegieblindhed og hykleri.

## Baggrund
Haugaard er vokset op i Odense på Fyn. Her blev hun som 12-årig opdaget som model på vej hjem fra en fodboldtræning. Siden har hun boet i Paris ad flere omgange.
Hun har studeret cand.merc. i økonomi og kommunikation med en overbygning i psykologi på Copenhagen Business School.

## Instagrim-kontrovers
Haugaard fik sin debut som forfatter i februar 2024 med bogen Instagrim. Bogen omhandler Haugaards egne negative oplevelser og tanker efter færden på sociale medier og i samtale med eksperter og andre danske influencere, fortælles der om sociale mediers negative påvirkning på det mentale helbred. Haugaard og bogen modtog herefter stor kritik, der bl.a. omhandlede mangel på selvindsigt, hykleri, privilegieblind samt kritik om at Haugaard selv bidrager til den omtalte "perfekthedskultur" på sociale medier, som hun fordømmer i bogen. I forbindelse med udgivelsen af bogen, optrådte Haugaard i DR-programmet Deadline, hvor hun blev mødt af kritik og hun lagde efterfølgende en video op på sin Instagram-profil, hvor hun forsvarede sin bog yderligere.

## Privat
Haugaard blev gift med Christopher Nissen, sanger, den 1. juni 2019 på Helenekilde Badehotel. Parret har sammen to døtre, Noelle (f. 2021) og Isabelle (f. 2023).
Haugaards far, Henning Haugaard, er fætter til Jacob Haugaard.